# Cantonul Bastia-1
Cantonul Bastia-1 este un canton din arondismentul Bastia, departamentul Haute-Corse, regiunea Corsica, Franța.